# Deputacja Polska
Deputacja Polska – polska organizacja niepodległościowa powstała w Paryżu 22 sierpnia 1795 roku, grupująca przedstawicieli radykalnego skrzydła emigracji, głosząca hasła zrównania wszystkich stanów i nadania wolności osobistej chłopom. 
Uwłaszczenia chłopów domagali się tylko nieliczni jej działacze (np. Piotr Małeszewski). Dążyła do wywołania zbrojnego powstania na okupowanych ziemiach polskich i przeprowadzenia tam rewolucji społecznej dzięki pomocy rewolucyjnej Francji. Na tym tle weszła w konflikt z emigracyjną Agencją, której członkowie przeciwni byli podejmowaniu jakiejkolwiek walki zbrojnej w kraju, licząc jedynie na korzystne dla sprawy polskiej rozstrzygnięcia na scenie międzynarodowej. Działała w porozumieniu z Towarzystwem Republikanów Polskich. W 1800 roku przestała istnieć, część jej działaczy wróciła do kraju.
Głównymi działaczami byli: Franciszek Ksawery Dmochowski (prezes), ksiądz Józef Mejer, Józef Pawlikowski i Jan Dembowski.